# Mystery Chronicle: One Way Heroics
A Mystery Chronicle: One Way Heroics, Japánban Fusigi no Chronicle: Furikaerimaszen kacu madeva (不思議のクロニクル 振リ返リマセン勝ツマデハ; Hepburn: Fushigi no Chronicle: Furikaerimasen Katsu Madewa, ’Titikzatos krónika: Nem nézek hátra amíg nem nyerek’) szerepjáték, melyet a Spike Chunsoft fejlesztett és jelentett meg PlayStation 4 és PlayStation Vita platformokra. A játék 2015. július 30-án jelent meg Japánban.
A Fusigi no Chronicle a Mystery Dungeon sorozat spin-offja, mely a független fejlesztésű One Way Heroics című játékon alapul.

## Játélmenet
A Fusigi no Chronicle a korábbi Mystery Dungeon-játékokhoz hasonlóan körökre osztott szerepjáték, melyben a játékosoknak véletlenszerűen generált katakombákat kell feltérképezniük. Minden egyes kör után a képernyő továbbgördül, ahogy a játék világát lassan elnyeli a fény.

## Fejlesztés
A játék producerei, Szaito Juicsiro és Teraszava Josinori a BitSummit japán független játékfejlesztőknek szánt rendezvényen megismerkedtek a One Way Heroics című játékkal; érdeklődve fogadták a roguelike játékelemek és a kényszerített szkrollozás egyesítésének ötletét, szórakoztatónak vélték a játékot. Eleinte át akarták írni a játékot a konzolokra, azonban mivel a játék eredeti verziója ingyenesen játszható, ezért azon gondolkodtak, hogy hogyan tudnák kibővíteni és továbbcsiszolni azt. Végül engedélyt kértek a One Way Heroics fejlesztőitől, hogy a játékukat alapul véve a semmiből írhassanak egy új játékot.

## Megjelenés
A játékot 2015. július 30-án jelentette meg a Spike Chunsoft Japánban PlayStation 4 és PlayStation Vita platformokra.